# Jana Štrausová

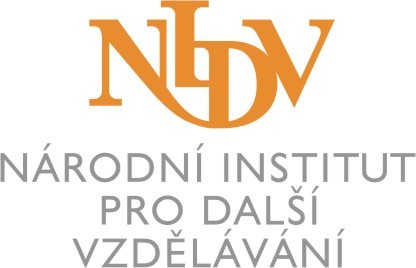
Logo Národního institutu pro další vzdělávání (NIDV)

Jana Štrausová (* 1968) je původním povoláním pedagožka, později terapeutka věnující se psychologii, předškolní výchově a vzdělávání dětí se specializací na tzv. „děti nového věku“ (indigové děti). Publikuje články týkající se tohoto tématu. Autorka knihy Děti nového věku: kresby a vyprávění dětí o minulých životech a jejich vnímání věcí mezi nebem a zemí.

## Život
Jana Štrausová se narodila v roce 1968. Původně pracovala jako učitelka mateřské školky a později učila i na prvním stupni na základní škole. Problematikou fenoménu dětí nového věku a psychosomatikou se Jana Štrausová aktivně zabývá již od roku 2005. V roce 2010 obhájila (po pěti letech pedagogické praxe a soukromého výzkumu) na Pedagogické fakultě Univerzity Karlovy v Praze (zde studovala obor: pedagogika předškolního věku) diplomovou práci na téma Respektování vývojových specifik v současné mateřské škole. Práce se zabývala indigovými dětmi.

### Absolvované vzdělání
- Pedagogická fakulta Univerzity Karlovy v Praze;[5]
- Národní institut pro další vzdělávání (NIDV) Praha (Kvalifikační studium pro ředitele škol a školských zařízení);[5]
- Národní institut pro další vzdělávání (NIDV) Praha (Profesní průprava zástupců ředitele);[5]
- Vzdělávací institut Středočeského kraje (Jóga pro děti);[5]
- Jihočeská univerzita v Českých Budějovicích; Pedagogická fakulta; obor: učitelství pro 1. stupeň základních škol (ZŠ).[5]

### Kurzy a semináře
Jana Štrausová poskytuje konzultační poradenství jak dětem, tak i dospělým a pořádá meditační setkávání dětí. Je spolupracující lektorkou Školy osobního růstu a sebepoznání (Brno; Cesta do nitra) Vede kurzy a semináře na následující témata: osobní rozvoj; karmická numerologie; čtení z akášických záznamů; terapie nového věku a působení léčivou energií reiki.

### Publikační činnost
- ŠTRAUSOVÁ, Jana. Děti nového věku: kresby a vyprávění dětí o minulých životech a jejich vnímání věcí mezi nebem a zemí. Praha: nakladatelství Eminent, 2020. 124 stran. ISBN 978-80-7281-550-0.
- V časopise Záhady života publikuje od roku 2012.[6]
- Také publikuje v měsíčníku Regenerace:[5]
  - Děti nového věku (Regenerace, březen, 2020);[5][7]
  - Divoké děti (Regenerace, prosinec, 2017);[5]
  - Pravda o nás v dětských očích (Regenerace, listopad, 2017);[5]
  - Světlo pro dětskou duši (Regenerace, říjen, 2017);[5]
  - Další výpovědi indigových dětí (Regenerace, únor, 2013);[5]
  - Zázračné indigové děti (Regenerace, srpen, 2012).[5]

## KnihaDěti nového věku
Základním materiálem knihy o dětech nového věku jsou jejich autentické a spontánní výpovědi (svědectví) zachycené, zdokumentované a utříděné autorkou knihy. Téma je založené na hypotéze o mnohdy starých reinkarnovaných lidských duších, které se v dětských tělech rozpomínají na své minulé životy. Nechybí ani téma meditací malých dětí (tomu se autorka věnuje již několik let) a pozadí vztahů dětí různého věku a jejich rodičů (zrcadlení ve vztazích dítě – rodič se dle Jany Štrausové řídí vlastními zákonitostmi). Štrausová se dotýká i problematiky dětí s ADHD; v knize se čtenář setká i s pojmy jako je aura nebo regrese (sem se promítají i osobní zkušenosti autorky s regresní terapií).
Dětí nového věku je relativně hodně, ale o svých zážitcích se s každým nedělí, protože mnohdy žijí jak v našem materiálním světě tak i ve svém vnitřním světě. Výpovědi dětí různého věku ale i dospělých jsou podloženy kresbami, které umocňují jejich autentické výpovědi a svědectví o minulých životech. Prostřednictvím dětí přicházejí staré duše zjevit současníkům dávno zapomenutá moudra a obrátit jejich pozornost od materiálního zevního světa zpět do nitra jejich srdcí.
Součástí badatelsko–výzkumné práce Jany Štrausové byl mimo jiné i dotazník určený k vyplnění rodičů těch dětí, jejichž výpovědi a příběhy byly v knize zpracovány. Cílem bylo zjistit, zda vůbec a v jaké míře mohly být děti ovlivněny rozhlasem, televizí a jinými médii při popisu „svých příběhů“ a zda se tyto děje a události mohly či nemohly alespoň částečně odehrát v jejich současných životech.
Děti neměly sebemenší důvod si něco přimýšlet, přibarvovat nic měnit nebo něco doplňovat. Nejednalo se o žádný druh konfabulace. V knize jsou zaznamenány i výpovědi dětí, které měly potřebu pouze ústního sdílení. Kromě nich uvádím i výpovědi dospělých, kteří mi na základě publikovaného článku o dětech v časopise Záhady života v roce 2012 napsali, aby se se mnou podělili o svoje vjemy z dětství.
Jana Štrausová, Z e-mailu Jany Štrausové Jiřímu Kuchařovi, 